# Фізична бездіяльність
Фізична бездіяльність відноситься до відсутності помірних та енергійних фізичних навантажень у способі життя людини. Це відрізняється від сидячої поведінки.

## Вплив на здоров’я
Всесвітня організація охорони здоров’я (ВООЗ) визначила фізичну неактивність як глобальну проблему охорони здоров’я. Щороку приблизно 3,2 мільйона людей помирають від причин, пов’язаних з фізичною бездіяльністю.

## Поширеність
Станом на 2008 рік ВООЗ визначила Америку та Східне Середземномор'я регіонами з найбільшим поширенням фізичної неактивності. Майже половина всіх жінок в обох цих регіонах страждають від фізичної активності, а також 40% чоловіків в Америці та 36% чоловіків у Східному Середземномор'ї. На відміну від цього, регіоном з найнижчим показником фізичної неактивності є Південно-Східна Азія. Там 19% жінок та 15% чоловіків є фізично неактивними.
У США поширеність фізичної неактивності залежить від штату та етнічної приналежності. У всіх штатах та територіях рівень поширеності становив більше 15% дорослих. Колорадо, Юта, Орегон та Вашингтон були єдиними штатами з поширеністю фізичної неактивності менше 20%. Сім штатів і дві території мали поширеність понад 30%: Теннессі, Оклахома, Луїзіана, Алабама, Кентуккі, Арканзас та Міссісіпі, Гуам та Пуерто-Рико. У латиноамериканців найвищий рівень фізичної бездіяльності (31,7%), за ними йдуть афроамериканці (30,3%), а потім неіспаномовні білі (23,4%).

## Причини
Кілька факторів були визначені як частина зростаючої поширеності фізичної неактивності. У вільний час люди менше беруть участь у фізичних навантаженнях. Крім того, вони все частіше використовують сидячу поведінку під час роботи та домашніх справ. Крім того, замість того, щоб пішки чи їздити на велосипеді, зараз багато хто використовує пасивний транспорт. Урбанізація може також збільшити фізичну бездіяльність: такі фактори, як насильство, відсутність зеленого простору, погана якість повітря та щільний рух можуть стримувати фізичну активність.